# Spadicoides bina
Spadicoides bina är en svampart som först beskrevs av August Karl Joseph Corda, och fick sitt nu gällande namn av S. Hughes 1958. Enligt Catalogue of Life ingår Spadicoides bina i släktet Spadicoides,  och familjen Helminthosphaeriaceae, men enligt Dyntaxa är tillhörigheten istället släktet Spadicoides,  och familjen Chaetosphaeriaceae. Artens status i Sverige är: Osäker förekomst. Inga underarter finns listade i Catalogue of Life.